# Spechtenbeck
Die Spechtenbeck ist ein etwa 4 km langer, orografisch rechtsseitiger bzw. nordöstlicher Zufluss der Holzkape im Landkreis Kassel, Nordhessen (Deutschland).

## Verlauf
Die Spechtenbeck entspringt auf der Westabdachung des Reinhardswalds. Ihre Quelle liegt rund 500 m nordnordwestlich des Dorfs Mariendorf, dem nördlichsten Stadtteil von Immenhausen. In landwirtschaftlich genutztem Gebiet befindet sie sich wenige Meter südsüdöstlich des Abzweigs der Landesstraße 3386 von der L 3229 auf etwa 300 m ü. NN.
Die zu Beginn südwärts und sonst meist südwestwärts durch landwirtschaftlich genutztes Gebiet verlaufende Spechtenbeck fließt, nach Unterqueren der L 3386, anfangs westlich an Mariendorf vorbei und durchfließt den Hugenottenteich. Bei Passieren des Leutenhäuser Bergs (297,9 m ü. NN) tritt sie in den Naturraum Hofgeismarer Rötsenke ein. Anschließend durchfließt sie den Flügersgrund und danach passiert sie die Molkenwiese.
Dann unterquert die Spechtenbeck die L 3233 (211 m ü. NN), um kurz darauf rund 250 m westlich des Gutshofs Klingenhof, der nordwestlich von Immenhausen liegt, auf etwa 209 m ü. NN in den dort von Südosten kommenden Esse-Zufluss Holzkape zu münden.

## Einzugsgebiet und Zuflüsse
Das Einzugsgebiet der Spechtenbeck ist 6,507 km² groß. Zu ihren Zuflüssen gehören ein kleiner Bach, der südwestlich von Mariendorf in den von ihr durchflossenen Hugenottenteich mündet, und zudem ein solcher an der Molkenwiese.